# 泰国国徽
泰王國國徽是由拉瑪六世在1910年啟用的。為一隻呈人身鳥翅形態的金翅鳥，是印度教中三位主神之一的毗濕奴的座騎。
泰国的国家和皇室标示叫做Garuda（伽楼罗，揭路荼），这是一个神话式的半人半鸟的形象，是印度教主神之一毘濕奴（Vishnu，泰語名稱“Phra Narai”）的坐骑，用以装饰拉瑪九世国王的节杖和皇室旗帜。在泰国的许多政府机构部门都将揭路荼运用到他们的徽章上。
此外，Garuda还象征着泰国王家认证，对于那些获得杰出经济成就或在慈善事业显著的公司机构，此标志表示是受皇室正式批准的。但颁发这样的标志的情况是很少的，这将被视为一种崇高的荣誉。

## 历史及文化背景
按照《迦楼罗及诸天密言经》的说法，迦樓羅就是漢傳佛教的金翅大鹏鸟或大鹏金翅鸟，是印度教和佛教典籍中记载的一种神鸟。
迦楼罗人面鸟身形，其身肚脐以上如天王形。只有嘴如鹰喙，绿色，面呈忿怒形，露牙齿，肚脐以下也是鹰的形象。头戴尖顶宝冠，双发披肩，身披璎珞天衣，手戴环钏，通身金色。身后两翅红色，向外展开，其尾下垂，散开。泰国国徽上的迦楼罗就是此形象。

## 历代国徽
- 暹罗王国
1873年-1910年
- 暹罗王国
1873年-1910年